# Alchemilla spectabilior
Alchemilla spectabilior é uma espécie de rosácea do gênero Alchemilla, pertencente à família Rosaceae.